# Grilletto
「grilletto」（グリレット）は、GARNiDELiAの楽曲。メイリアが作詞、tokuが作詞・作曲を手掛けた。ユニットの2枚目のシングルとして2014年7月30日にソニー・ミュージックレーベルズ（DefSTAR RECORDSレーベル）から発売された。

## 音楽性
本曲は、テレビアニメ『魔法科高校の劣等生』の後期オープニングテーマに起用された。
GARNiDELiAとしては異色だった前作「ambiguous」に比べクールさが感じられる曲に仕上がっている。
歌詞には同アニメの主人公である司波達也自身の心の葛藤と彼が崖っぷちから這い上がる様子が反映されているが、後者については自分達とも重ね合わせているという。なお作詞に際しては事前にメンバー同士で話し合い、その後メイリアが土台となるフレーズを書いた上でtokuとメイリアが2つのコーラスパートをそれぞれ韻を踏む形で手掛けたという。
PVでは白と黒の異なる衣装を着たメイリアが登場している。
音楽雑誌『リスアニ!』の日詰明嘉は、「疾走感溢れる重低音が楽曲を支え、シンセ・サウンドとメイリアのボーカルが美麗なメロディ・ライン上で格闘する。」と評した。

## シングルリリース
2014年7月30日にDefSTAR RECORDSから発売された。GARNiDELiAのシングルとしては前作「ambiguous」から5か月ぶりのリリースとなる。
販売形態は初回生産限定盤（DFCL-2074/5）・通常盤（DFCL-2076）・期間生産限定盤（DFCL-2077/8）の3種リリース。初回限定盤には本曲のPVを収録したDVDが同梱されている。期間生産限定盤のジャケットには同アニメの主人公である司波達也と、ヒロインで妹の司波深雪が描かれている。
2曲目「Love or Game」は、かなり前に書いて密かに温めていた曲で、表題曲がギターロック、カップリング曲がダンスミュージックといった「ambiguous」のトラック構成を踏襲するために入れたという。歌詞はライブでのダンスパフォーマンスを意識しているせいか、エロティックなフレーズが散りばめられている。
3曲目「キミとボクが出会う確率」は、ミディアム調の曲。tokuは失恋ソングとして制作したが、彼がメイリアに曲のイメージを伝えなかったため「前向き」な内容にしたことを明かしている。歌詞には恋愛や天体に関するフレーズが散りばめられている他、ファンへの感謝の気持ちも込められているという。

## シングル収録内容

### 初回生産限定盤・通常盤
| 全作曲: toku、全編曲: GARNiDELiA。 |                             |                |            |      |
| #                                  | タイトル                    | 作詞           | 作曲・編曲 | 時間 |
| 1.                                 | 「grilletto」               | メイリア、toku | toku       | 4:07 |
| 2.                                 | 「Love or Game」            | メイリア       | toku       | 4:14 |
| 3.                                 | 「キミとボクが出会う確率」  | メイリア       | toku       | 4:00 |
| 4.                                 | 「grilletto」(instrumental) |                | toku       | 4:07 |
| 合計時間:                          | 合計時間:                   | 合計時間:      | 16:28      |      |

| #  | タイトル                   | 作詞 | 作曲・編曲 | 時間 |
| -- | -------------------------- | ---- | ---------- | ---- |
| 1. | 「grilletto」(Music Video) |      |            | 4:18 |

### 期間生産限定盤
| #         | タイトル                    | 作詞  | 作曲・編曲 | 時間 |
| --------- | --------------------------- | ----- | ---------- | ---- |
| 1.        | 「grilletto」               |       |            | 4:07 |
| 2.        | 「Love or Game」            |       |            | 4:14 |
| 3.        | 「キミとボクが出会う確率」  |       |            | 4:00 |
| 4.        | 「grilletto」(instrumental) |       |            | 4:08 |
| 5.        | 「grilletto」(TV Size Ver.) |       |            | 1:32 |
| 合計時間: | 合計時間:                   | 18:01 |            |      |

| #  | タイトル                                 | 作詞 | 作曲・編曲 | 時間 |
| -- | ---------------------------------------- | ---- | ---------- | ---- |
| 1. | 「『魔法科高校の劣等生』オリジナル映像」 |      |            | 1:35 |

## チャート
| チャート（2014年）                | 最高位 |
| --------------------------------- | ------ |
| オリコン                          | 17     |
| Billboard JAPAN Hot 100           | 17     |
| Billboard JAPAN Hot Animation     | 6      |
| Billboard JAPAN Hot Singles Sales | 14     |